# Edward T. Hall
Pour les articles homonymes, voir Edward Hall et Hall.
Edward T. Hall, de son nom complet Edward Twitchell Hall (Webster Groves (Missouri), 16 mai 1914 - Santa Fe (Nouveau-Mexique), 20 juillet 2009) est un anthropologue américain et un spécialiste de l'interculturel.

## Biographie
Il a enseigné à l'université de Denver, au Bennington College dans le Vermont, à Harvard Business School, à l'Institut de Technologie de l'Illinois, etc.
Le fondement de la recherche qu'il a poursuivie toute sa vie sur la perception culturelle de l'espace remonte à la Seconde Guerre mondiale, pendant laquelle il a servi dans l'US Army en Europe et aux Philippines.
Entre 1933 et 1937, Edward T. Hall a vécu et travaillé avec les nations Navajo et Hopi dans les réserves dans le Nord-Ouest de l'Arizona, il tira de cette expérience le sujet de West of the Thirties. Il a reçu son PhD en anthropologie à l'université Columbia en 1942 et a continué son travail sur le terrain en Europe, au Moyen-Orient et en Asie. Pendant les années 1950, il a travaillé pour le département d'État des États-Unis où il enseignait les techniques de communication interculturelle au personnel du service étranger, il a développé le concept high-context and low-context cultures, et écrit plusieurs livres de vulgarisation sur des sujets interculturels.
Le concept le plus connu de Edward T. Hall est la proxémie. Dans son livre La Dimension cachée, il décrit la dimension subjective qui entoure quelqu'un et la distance physique à laquelle les individus se tiennent les uns des autres selon des règles culturelles subtiles. Selon lui, quatre distances principales s'établissent entre les individus : l'intime, la personnelle, la sociale et la publique. Cette notion fut notamment reprise par l'universitaire français Abraham Moles pour qui l'homme est constitué de coquilles formées de zones concentriques comme les couches d'un oignon.
Dans The Silent Language (Le Langage silencieux en français) publié en 1959, Edward T. Hall introduit le néologisme « polychronique » pour décrire la capacité à assister à de multiples événements simultanément, par opposition à « monochronique » (individu ou culture qui gère les événements séquentiellement, selon un programme ou un horaire à respecter).